# Маупуку, Маата
Маата Маупуку (маори Maata Mahupuku), также известная как Марта Грейс (англ. Martha Grace; 10 апреля 1890, Грейтаун, Новая Зеландия — 15 января 1952, Палмерстон-Норт, Новая Зеландия) — муза и любовница Кэтрин Мэнсфилд, писательницы и автора рассказов. Маори по национальности, она причисляла себя к иви Нгати-кахунгуну.

## Жизнь
Маупуку была внучкой вождя Маори Уирему Маипуку. Она родилась в городе Грейтаун, Уаирарапа, Новая Зеландия 10 апреля 1890 года. Её отец, Ричард Уильям Маупуку, был овцеводом. Он умер когда Маата была ещё ребёнком, после чего её мать, Эмили Секстон, вышла замуж за другого овцевода, Натаниэля Грейс. Так она получила своё второе имя, Марта Грейс.
Она больше всего известна своими романтическими отношениями с Кэтрин Мэнсфилд, известной новозеландской и английской писательницей, которая была на два года старше неё. Они изначально встретились в учебном заведении в Вэллингтоне, после чего продолжили общение в Лондоне, а затем — по почте.
Маупуку унаследовала достаточно большой объём земли; не смотря на тот факт, что её адвокат незаконно присвоил часть наследства себе, Маата была зажиточной женщиной.
Мэнсфилд приступила к работе над романом о Маупуку, и та заявляла, что имеет в своём распоряжении полный текст произведения, однако после смерти писательницы лишь единственная глава и план романа были найдены.